# Meistriliiga (Eishockey) 2010/11
Die Saison 2010/11 war die 21. Spielzeit der Meistriliiga, der höchsten estnischen Eishockeyspielklasse. Meister wurde Tartu Kalev-Välk.

## Modus
In der Hauptrunde absolvierten die drei Mannschaften jeweils zwölf Spiele. Die beiden Erstplatzierten qualifizierten sich für das Meisterschaftsfinale. Für einen Sieg nach regulärer Spielzeit erhielt jede Mannschaft drei Punkte, für einen Sieg nach Overtime zwei Punkte, bei einem Unentschieden und einer Niederlage nach Overtime gab es ein Punkt und bei einer Niederlage nach regulärer Spielzeit null Punkte.

## Hauptrunde
Der Narva PSK zog sich vor der Saison aus finanziellen und personellen Gründen aus der Meistriliiga zurück. Neu in der Liga ist der TTK Tallinn, der sich hauptsächlich aus Nachwuchsspielern zusammensetzte.

### Tabelle
|    | Klub                      | Sp | S  | OTS | U | OTN | N  | Tore   | Punkte |
| -- | ------------------------- | -- | -- | --- | - | --- | -- | ------ | ------ |
| 1. | Kohtla-Järve Viru Sputnik | 12 | 11 | 0   | 0 | 0   | 1  | 97:049 | 33     |
| 2. | Tartu Kalev-Välk          | 12 | 6  | 0   | 0 | 0   | 6  | 76:070 | 18     |
| 3. | TTK Tallinn               | 12 | 1  | 0   | 0 | 0   | 11 | 50:104 | 3      |

Sp = Spiele, S = Siege, U = Unentschieden, N = Niederlagen, OTS = Overtime-Siege, OTN = Overtime-Niederlage

## Finale
- Kohtla-Järve Viru Sputnik – Tartu Kalev-Välk 2:3 (9:8 n. P., 2:3, 11:2, 5:6, 3:5)

## Meistermannschaft von Tartu Kalev-Välk
|  | Aleksandr Kolossov, Erik Gudkov – Filipp Shvarõgin, Aleksandr Bogdanov, Maksim Ivanov, Aleksandr Titov, Anton Perov, Maksim Rõbushkin, Jevgeni Krestnikov, Ilja Iljin, Ivan Loginov, Mihkel Võrang, Mark Samorukov, Pavel Narvet, Andrei Aleksandrov, Oleg Smirnov, Martin Terna, Vitali Labzin, Anatoli Jakovlev, Igor Savvov |

## Auszeichnungen
Bester TorhüterAnatoli Dubkow (Viru Sputnik)
Bester VerteidigerIgor Savvov (Tartu Kalev-Välk)
Bester StürmerSergei Novikov (Viru Sputnik)
TopscorerAnton Nekrasov (Viru Sputnik) – 51 Punkte, (21 Tore und 30 Assists)
Bester TorschützeIvan Loginov (Tartu Kalev-Välk) – 24 Tore